# Nintendo DS Lite
De Nintendo DS Lite is een draagbare spelcomputer van het Japanse bedrijf Nintendo. Het is een verbeterde versie van de Nintendo DS. Het werd aangekondigd op 26 januari 2006 en is in Japan sinds 2 maart 2006 te koop voor 16.800 yen (ongeveer € 110). Op 3 maart 2009 werd hij opgevolgd door de Nintendo DSi, die op zijn beurt op 5 maart 2010 weer werd opgevolgd door de Nintendo DSi XL. In 2011 werd de Nintendo DS Lite uit productie genomen, nadat er 93,86 miljoen exemplaren van waren verkocht.
In Australië is de console vanaf 1 juni 2006 te koop (AU$ 199.95; ongeveer € 120), in Noord-Amerika vanaf 11 juni 2006 (US$ 129,99; ongeveer € 100). In Europa is de handheld sinds 23 juni (ongeveer € 150) beschikbaar. De DS Lite werd in China geïntroduceerd in 2006 als de iQue DS Lite.
Dit model is een slankere en lichtere versie van de Nintendo DS, om de DS stijlvoller te maken en op verschillend publiek een beroep te doen. De voorgestelde kleinhandelsprijs van Nintendo DS Lite is 16.800 yen (US$ 140). Wegens het gebrek aan levering en de hoge vraag naar de systemen tijdens de lancering in Japan, verhoogden vele Aziatische elektronicaverkopers de kleinhandelsprijs naar 23.300 yen (US$ 200) op. Op enkele Japanse veilingsites werd de console aangeboden voor prijzen zo hoog zoals 40.000 yen (US$ 341).
Alhoewel Nintendo erin slaagde om 550.000 stuks in maart te verkopen (wat boven hun aanvankelijke voorspelling was), werden vele opgewekte Japanse gamers spoedig daarna achtergelaten met lege handen. Het tekort werd verminderd nadat Nintendo 700.000 DS Lites in april uitbracht.

## Europese lancering
De Nintendo DS Lite was in Europa verkrijgbaar voor een aanbevolen prijs van 149,99 euro. Deze was verkrijgbaar in de kleuren wit, zwart, roze en sinds najaar 2007 ook in het zilver. De zwarte versie was bij de Europese introductie een primeur, aangezien deze op dat moment in de rest van de wereld niet verkrijgbaar was.
Sinds 13 juni 2008 waren er drie nieuwe kleuren verkrijgbaar, namelijk rood, turquoise en (exclusief voor Europa) groen.

## Spellen
Enkele spellen voor de Nintendo DS Lite zijn:
- Animal Crossing: Wild World (Nintendo)
- Dr. Kawashima's Brain Training (Nintendo)
- De Sims 2 (Electronic Arts)
- Final Fantasy III (Square Enix)
- Mario Kart DS (Nintendo)
- New Super Mario Bros. (Nintendo)
- Nintendogs (Nintendo)
- Super Mario 64 DS (Nintendo)
- FIFA 10 (Electronic Arts)
- Burnout Legends
- Mario Slam Basketball (Nintendo)
- Pokémon Mystery Dungeon: Blue Rescue Team (Nintendo)
- Pokémon Diamond en Pearl (Nintendo)
- Pokémon Platinum (Nintendo)
- Pokémon HeartGold en SoulSilver (Nintendo)
- Pokémon Black en White (Nintendo)
- Pokémon Black en White 2 (Nintendo)
- Super Princess Peach

## Kenmerken
De Nintendo DS Lite heeft een 42% kleiner volume en weegt 21% minder dan de originele Nintendo DS. Ook de opmaak van de knoppen heeft kleine wijzigingen ondergaan, met de Start/Select-knoppen die onder de knoppen A/B/X/Y zitten.
De stylus glijdt nu zijdelings in het systeem en de microfoon is verplaatst naar het scharnier in het centrale systeem. Ook is de aan-uitknop verplaatst naar de zijkant van het systeem als schakelaar, in tegenstelling tot een knop recht boven het D-pad op de originele DS (dit werd beschouwd als een armzalig ontwerp, omdat men tijdens het spelen per ongeluk op het aan-uitknopje kan drukken, met als gevolg dat het spel uitgaat zonder op te slaan). De schermen zijn ook aangepast: de gebruiker kan kiezen tussen vier niveaus van helderheid om de efficiëntie van de batterij te verhogen. Vergeleken met de Nintendo DS is de helderheid, zelfs op het laagste niveau, beter. De batterij wordt in drie uur volledig opgeladen, terwijl bij de eerste DS de batterij in vier uur wordt opgeladen.
De schermen raken elkaar wanneer hij wordt dichtgeklapt en zo wordt verhinderd dat een voorwerp tussen de schermen zou glijden en zo het scherm zou beschadigen. De Nintendo DS Lite handhaaft de eerdere functies van de originele Nintendo DS, inclusief de backwards-compatibiliteit met Game Boy Advance-cassettes, ondanks dat ze uit het apparaat steken. Bij de DS Lite wordt er ook een nep-Game Boy Advance-cassette meegegeven zodat het stijlvolle uiterlijk van de DS Lite niet verpest wordt en er geen stof in de opening komt.

## Eigenschappen
- Gewicht: 218 g, dat is 21 % lichter dan de NDS.
- Afmetingen: 133 mm × 73,9 mm × 21,5 mm (versus 148,7 mm × 84,7 mm × 28,9 mm - 42% minder volume)
- Afmetingen van de stylus: Lengte 87,5 mm × 4,9 mm (versus 75,0 mm × 4,0 mm)
- D-pad dat tot 18,6 mm overdwars (16 % kleiner) wordt verminderd, de A-/B-/X-/Y-knoppen behouden dezelfde afmetingen.
- Vier niveaus van helderheid, waarvan het eerste even helder is als bij de Nintendo DS.

- De batterijduur: 15-19 uren op de laagste helderheid, 5-8 uren op de hoogste (afhankelijk van het gebruik).
- Behoudt de cassetteuitgang van de Game Boy Advance (SP/Micro) ("Slot 2"), ook bekend als de Expansion-port.
- Nochtans, wegens de verminderde grootte, steken de Game Boy Advance (SP/Micro)-cassettes 1,4 cm precies uit de voorkant. Om een naadloze oppervlakte te houden, is er een verkleinde plastic nep-Gameboy Advance-cassette die de uitgang vult.
- Bootst sommige ontwerpeigenschappen na van de Nintendo Wii:
  - D-pad met lijnen (die ook door de Game Boy Micro worden gebruikt)
  - Het lettertype op de knoppen is Gothic Century
  - Glanzende oppervlaktetextuur.
- De Nintendo DS is regiovrij en kan spellen van elk gebied afspelen. Nochtans kunnen sommige draadloze multiplayerspellen niet met spellen van andere gebieden spelen. Bijvoorbeeld een exemplaar van Nintendogs uit de EU zal geen verbinding kunnen maken met een Japans exemplaar van Nintendogs.
- Vier kleuren: Ice Blue, Emanel Navy, Crystal White en Onyx black.
- Een veel steviger en groter scharnier dan het vorige model, dat enigszins breekbaar was.
- De microfoon van de Nintendo DS lite is verplaatst naar het midden van het scharnier, omdat Nintendo klachten had gekregen van het gebruiksonvriendelijk van de microfoon van de originele DS.
- De aan-uitknop is nu een schuifregelaar en is verplaatst naar de zijkant, bij de originele DS was dit boven het D-pad, dit was een slecht ontwerp want de speler kon per ongeluk op de aan-uitknop gedrukt hebben tijdens het spelen.
- De start- en de select-knop zijn nu verplaatst naar de X-knop en de Y-knop, naast het aanraakscherm, terwijl ze bij de originele boven de A-/B-/X-/Y-knoppen stonden.
- De Nintendo DS kan verbinding maken met een WEP beveiligd draadloos netwerk, maar kan niet met WPA overweg.

## Kleuren
Op 10 februari 2006 werden de kleuren van de Nintendo DS Lite bekendgemaakt: Ice Blue, Enamel Navy, Crystal White, Onyx black en Sweet Pink. Vanwege productieproblemen was slechts Crystal White beschikbaar bij de lancering; de andere twee kleuren kwamen op 11 maart 2006 uit. Exclusief voor Europa is er een zwarte versie (Onyx Black) uitgebracht, in Japan is op 20 juli een roze versie uitgebracht, deze is op 27 oktober ook in Europa uitgekomen.
Metallic silver is inmiddels ook al uitgekomen. Sinds 26 februari 2008 is de Nintendo DS Lite ook verkrijgbaar in de kleuren Pikachu Yellow, Passion Red en Dimension Green.

## Japanse lancering
De Opera internetbrowser en de Nintendo Wifi USB Connector.
Spelcomputers · Draagbare spelcomputers (Lijst van draagbare spelcomputers)